# FADEC
FADEC (ang. Full Authority Digital Engine (lub Electronics) Control) – w pełni cyfrowy, elektroniczny system sterowania silników. System taki kontroluje całościowo parametry silnika i podzespołów napędowych, w tym nie tylko układ zasilania paliwem i jego zużycie, moc, czy ciąg silnika, ale także wiele innych (zależnie od stopnia komplikacji jednostki napędowej) np. zmianę skoku łopat wirnika lub śmigła, bądź układy chłodzenia, itp.
Systemy FADEC stosowane są do sterowania zarówno silnikami tłokowymi jak i odrzutowymi.
W lotnictwie cywilnym komunikację pomiędzy innymi podsystemami statku powietrznego a silnikami zapewnia standardowy protokół szeregowej wymiany danych ARINC 429.
Podstawowym parametrem sterowania może być EPR (ang. Engine Pressure Ratio), stosunek ciśnienia na wlocie silnika odrzutowego do ciśnienia na wylocie lub prędkość obrotowa śmigła, kompensowana odpowiednio do aktualnych warunków otoczenia. System posiada wiele charakterystyk pracy pozwalających na dopasowanie sposobu pracy silnika do aktualnej sytuacji eksploatacyjnej. I tak np. inna charakterystyka jest wykorzystywana podczas rozruchu,  inna, gdy silnik stabilnie pracuje na jałowym biegu, jeszcze inna – dla silnika pracującego przy pełnym obciążeniu.
Zastrzeżenia, jakie pojawiały się podczas opracowywania i rozwoju tych systemów spowodowały, iż współczesne systemy FADEC mają budowę w pełni redundantną (nadmiarową). Wszystkie połączenia kablowe do elementów wykonawczych w silniku są zdublowane, a ich sterowanie i odczyty położeń odbywają się dwukanałowo.

## Pierwsze zastosowania
Wczesne odpowiedniki nowoczesnych systemów FADEC, jeszcze analogowe, znalazły zastosowanie w lotnictwie cywilnym pod koniec lat 60. XX w. Sterowały silnikami Rolls-Royce/Snecma Olympus 593 naddźwiękowego samolotu pasażerskiego Concorde. Pierwsze cyfrowe systemy pojawiły się w lotnictwie wojskowym, na pokładzie wielozadaniowego samolotu bojowego o zmiennej geometrii skrzydeł General Dynamics F-111.

## Zalety
Jedną z podstawowych zalet systemów sterowania i kontroli silników jest poprawa efektywności pracy w zadanych warunkach. Wprowadzenie cyfrowych systemów FADEC umożliwiło tym samym zmniejszenie zużycia kerozyny, postulowane przez linie lotnicze wobec producentów silników.
Innym pozytywnym efektem działania FADEC jest znaczące zwiększenie kontroli nad stanem silnika. Dane zbierane z podzespołów silnika są centralnie przetwarzane i zapisywane, pozwalając na telemetryczne przekazywane ich do serwisu technicznego już w trakcie lotu. Ułatwia to przygotowanie napraw i redukuje czas ich wykonania.
Opracowanie tej technologii przyczyniło się do urzeczywistnienia idei Kokpitu z załogą dwuosobową, w której rolę inżyniera pokładowego, niezbędnego niegdyś do sprawowania kontroli nad różnymi technicznymi podsystemami samolotu, przejęły komputery.
W zarysie można przedstawić następujące zalety systemów FADEC:
- Poprawa efektywności/ oszczędność paliwa
- Automatyczna ochrona silników przed operacjami wykraczającymi poza zakres tolerancji
- Podwyższenie bezpieczeństwa w razie awarii dzięki redundancji systemu
- Zwiększenie łatwości obsługi silnika, dzięki stabilności zadanych ustawień ciągu
- Możliwość zastosowania tego samego typu silnika w szerokim zakresie mocy/ciągu dzięki prostemu przeprogramowaniu układu FADEC
- Umożliwienie półautomatycznego rozruchu silnika
- Lepsza integracja systemów napędowych z pozostałą awioniką samolotu
- Ułatwienie długookresowego monitoringu i diagnostyki stanu silnika
- Poprawa jakości kontroli
- Redukcja ilości parametrów koniecznych do monitorowania przez załogę
- Możliwość automatycznego wsparcia załogi w sytuacjach awaryjnych (np. w przypadku, gdy samolot znalazł się blisko zakresu przeciągnięcia, silnik automatycznie zwiększa ciąg)

## Wady
- Całkowicie autonomiczne cyfrowe systemy sterowania silnika uniemożliwiają jakąkolwiek ingerencję ręczną, oddając komputerom pełną władzę nad parametrami i jednostką napędową. W przypadku całkowitej awarii FADEC, pilot nie ma żadnej możliwości sterowania silnikiem. Ryzyko obniża się przez stosowanie układów redundantnych
- Znaczny stopień komplikacji systemu w porównaniu do układów hydromechanicznych, analogowych lub ręcznych systemów sterowania
- Znaczne nakłady na opracowanie systemów związane ze stopniem ich złożoności

## Producenci
Producentami takich systemów w lotnictwie cywilnym są m.in. Hamilton Sundstrand dla Pratt & Whitney oraz IAE. W silnikach General Electric lub  CFM International wykorzystuje się systemy FADEC produkcji BAE Systems. Niemiecka firma MTU Aero Engines wytwarza z kolei system FADEC dla europejskiego samolotu myśliwskiego – Eurofighter.